# Breslauer SC 08
Breslauer SC 08 (celým názvem: Breslauer Sportclub 1908) byl německý fotbalový klub, který sídlil ve slezském městě Breslau (dnešní Vratislav v Dolnoslezském vojvodství). Založen byl v roce 1908 pod názvem Breslauer BC. V dobách před nástupem nacistického režimu se jednalo o jeden z předních městských klubů. V mistrovství Severovýchodního Německa se stal dvojnásobným vítězem. Zanikl v roce 1933 po nucené fúzi s Vereinigte Breslauer Sportfreunde do nově vytvořeného klubu Breslauer SpVgg 02. Klubové barvy byly modrá a černá.
Své domácí zápasy odehrával na stadionu Sportplatz Roonstraße.

## Historické názvy
Zdroj: 
- 1908 – Breslauer BC (Breslauer Ballspielclub)
- 1911 – Breslauer SC 08 (Breslauer Sportclub 1908)
- 1933 – fúze s Vereinigte Breslauer Sportfreunde ⇒ Breslauer SpVgg 02
- 1933 – zánik

## Získané trofeje
- Südostdeutsche Fußballmeisterschaft ( 2× )
  - 1925/26, 1927/28

## Galerie

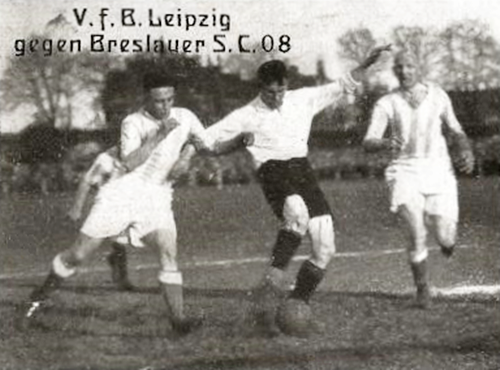
VfB Leipzig – Breslauer SC 08, 1925
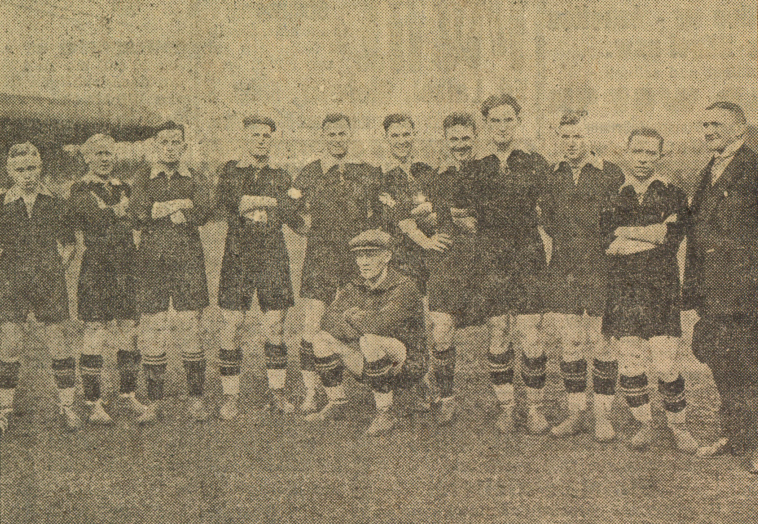
Mistři Severovýchodního Německa z roku 1926